# Cypriacis
Cypriacis — подрод жуков-златок рода Buprestis.

## Описание
Надкрылья без точечных бороздок, с цельными продольными рёбрами и рядами крупных точек между ними. Передний край переднеспинки окаймлён. Щиток продольно-овальный.

## Систематика
- Buprestis aurulenta niponica Miwa & Chujo 1935
- Buprestis lebisi Descarpentries 1957
- Buprestis mirabilis Kurosawa 1969
- Buprestis niponica Hoschek 1931
- Buprestis spendens
- Buprestis splendens Fabricius 1775
- Buprestis sterbai Obenberger 1943
- Buprestis mirabilis